# ان‌جی‌سی ۱۰۰۰
ان‌جی‌سی ۱۰۰۰ (انگلیسی: NGC 1000) نام یک کهکشان در صورت فلکی آندرومدا است.